# Estação Lourmel
Lourmel é uma estação da linha 8 do Metrô de Paris, localizada no 15.º arrondissement de Paris.

## Localização
A estação está localizada na avenue Félix-Faure, onde ela se cruza com a rue de Lourmel. Ela possui uma ramificação ferroviária dando acesso ao Pátio de Javel.

## História
A estação foi aberta em 27 de julho de 1937 durante a extensão da linha 8 para Balard. Ela está situada no cruzamento da avenue Félix-Faure e da rue de Lourmel, da qual ela porta o nome, em face de uma minúscula praça. Seu nome vem do general Frédéric Henri Le Normand de Lourmel (1811-1854), que foi morto na Batalha de Inkerman, que viu a vitória dos Franco-Britânicos sobre os militares russos de Menshikov durante a Guerra da Crimeia.
Em 2011, 2 441 226 passageiros entraram nesta estação. Ela viu entrar 2 483 440 passageiros em 2013 o que a coloca na 223ª posição das estações de metrô por sua frequência em 302.

## Serviços aos Passageiros

### Acesso
Ele tem uma entrada em entourage simples e mastro Dervaux e uma saída por escada rolante.

### Plataformas

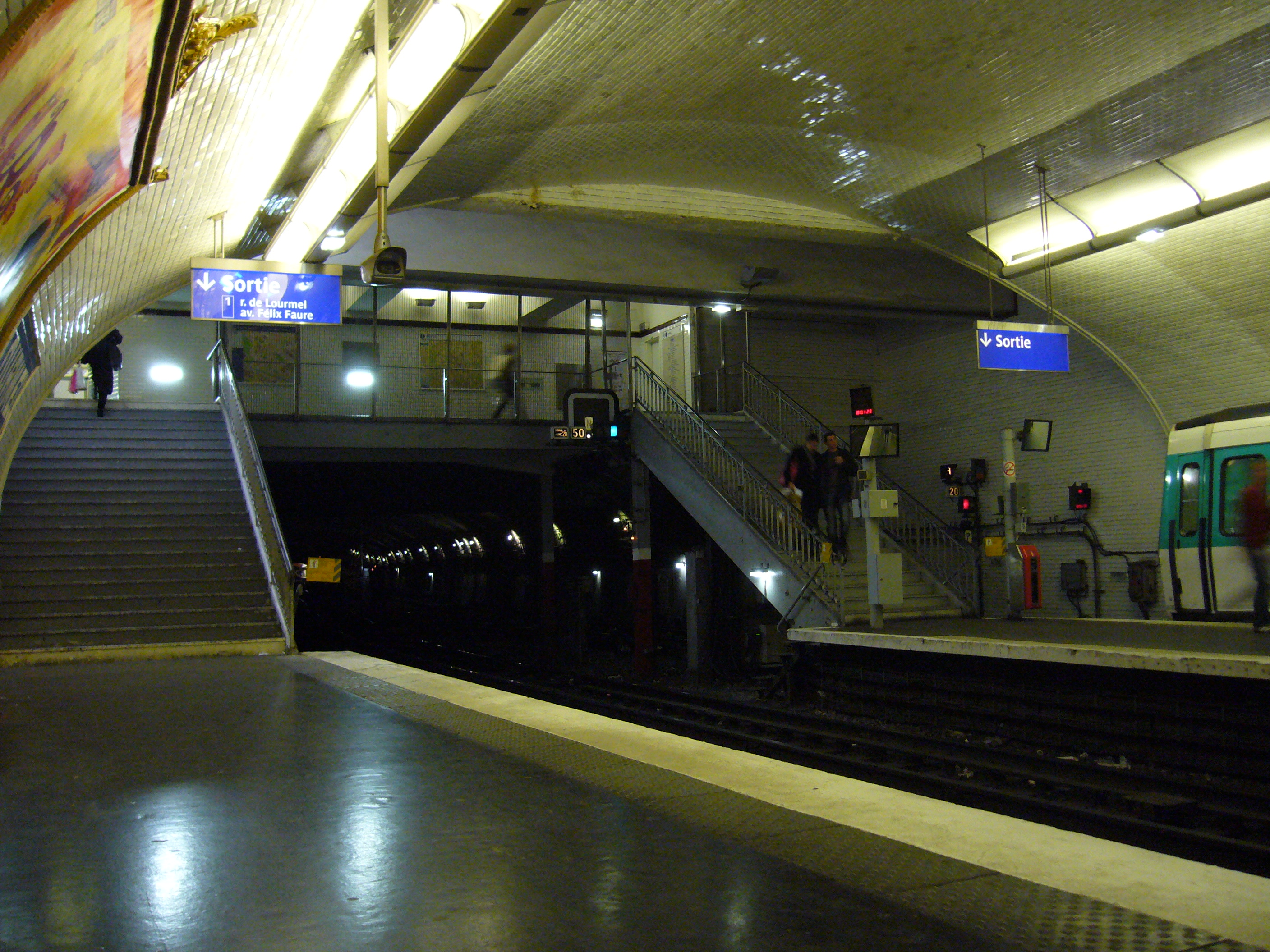
As escadas de acesso às plataformas da estação.

A estação tem uma configuração particular: de fato, a plataforma em direção a Créteil é limitada por uma terceira via em impasse do lado sul. Servindo geralmente de garagem, ele também dá acesso à conexão para as oficinas do pátio de Javel, antes da estação Boucicaut.
A abóbada é elíptica e a decoração é do estilo utilizado pela maioria das estações de metrô: a faixa de iluminação é branca e arredondada no estilo "Gaudin" da renovação do metrô da década de 2000, e as telhas em cerâmica brancas biseladas recobrem os pés-direitos, a abóbada e o tímpano. Os quadros publicitários são em faiança da cor de mel e o nome da estação é também em faiança. Os assentos são do estilo "Motte" de cor branca.

### Intermodalidade
A estação é servida pela linha 42 da rede de ônibus RATP.

## Pontos turísticos
- Cemitério de Vaugirard
- Parc André-Citroën
- Collège André-Citroën